# Matheran
Matheran es una ciudad y  municipio situada en el distrito de Raigad en el estado de Maharashtra (India). Su población es de 4393 habitantes (2011). Se encuentra en los Ghats occidentales, a 90 km de Bombay y a 120 km de Pune.

## Demografía
Según el censo de 2011 la población de Matheran era de 4393 habitantes, de los cuales 2248 eran hombres y 2145 eran mujeres. Matheran tiene una tasa media de alfabetización del 88,55%, superior a la media estatal del 82,34%: la alfabetización masculina es del 91,50%, y la alfabetización femenina del 85,46%.

## Clima
| Parámetros climáticos promedio de Matheran | Parámetros climáticos promedio de Matheran | Parámetros climáticos promedio de Matheran | Parámetros climáticos promedio de Matheran | Parámetros climáticos promedio de Matheran | Parámetros climáticos promedio de Matheran | Parámetros climáticos promedio de Matheran | Parámetros climáticos promedio de Matheran | Parámetros climáticos promedio de Matheran | Parámetros climáticos promedio de Matheran | Parámetros climáticos promedio de Matheran | Parámetros climáticos promedio de Matheran | Parámetros climáticos promedio de Matheran | Parámetros climáticos promedio de Matheran |
| Mes                                        | Ene.                                       | Feb.                                       | Mar.                                       | Abr.                                       | May.                                       | Jun.                                       | Jul.                                       | Ago.                                       | Sep.                                       | Oct.                                       | Nov.                                       | Dic.                                       | Anual                                      |
| ------------------------------------------ | ------------------------------------------ | ------------------------------------------ | ------------------------------------------ | ------------------------------------------ | ------------------------------------------ | ------------------------------------------ | ------------------------------------------ | ------------------------------------------ | ------------------------------------------ | ------------------------------------------ | ------------------------------------------ | ------------------------------------------ | ------------------------------------------ |
| Temp. máx. media (°C)                      | 28                                         | 30                                         | 31                                         | 32                                         | 33                                         | 32                                         | 30                                         | 30                                         | 29                                         | 33                                         | 31                                         | 29                                         | 30.7                                       |
| Temp. mín. media (°C)                      | 13                                         | 14                                         | 16                                         | 19                                         | 22                                         | 22                                         | 21                                         | 21                                         | 20                                         | 19                                         | 17                                         | 13                                         | 18.1                                       |
| Precipitación total (mm)                   | 2.0                                        | 1.5                                        | 2.3                                        | 4.1                                        | 25.1                                       | 773.9                                      | 2035.6                                     | 1461.0                                     | 658.6                                      | 168.1                                      | 31.5                                       | 3.8                                        | 5167.5                                     |
| Fuente: Government of Maharashtra          |                                            |                                            |                                            |                                            |                                            |                                            |                                            |                                            |                                            |                                            |                                            |                                            |                                            |